# Trapezteilung

Zerlegung eines Trapezes in zwei flächengleiche Teiltrapeze

Die Trapezteilung ist eine ursprünglich aus der Babylonischen Mathematik stammende Methode, ein Trapez in zwei flächengleiche Teiltrapeze zu zerlegen.
Die Idee wurde später von Euklid aufgegriffen. In einem seiner Bücher, das nur teilweise in arabischer Bearbeitung erhalten ist, geht es um die Teilung von Figuren, unter anderem auch um die Halbierung von Trapezen (Proposition 4).

## Mathematische Aussage
Eine zu den parallelen Seiten mit den Längen {\displaystyle a} und {\displaystyle c} eines Trapezes parallele Strecke der Länge {\displaystyle b} teilt dieses in zwei flächengleiche Teiltrapeze, wenn die Beziehung {\displaystyle a^{2}+c^{2}=2b^{2}} gilt (Figur 1).
Folgerung: Löst man diese Beziehung nach {\displaystyle b} auf, so ist {\displaystyle b={\sqrt {\frac {a^{2}+c^{2}}{2}}}} das Quadratische Mittel von {\displaystyle a} und {\displaystyle c}.

## Herleitungen

### In der Babylonischen Mathematik

Figur 1

Der Beweis wird o. B. d. A. für gleichschenklige Trapeze geführt, da die Flächeninhalte bei einer Scherung invariant bleiben.
Figur 1 besteht aus einem inneren Quadrat der Seitenlänge {\displaystyle c} (gelb getönt) sowie vier kongruenten Trapez-Paaren, die dadurch entstehen, dass jeweils ein (großes) Trapez mit den parallelen Seiten der Längen {\displaystyle a} und {\displaystyle c} durch eine zu diesen Seiten parallele Strecke der Länge {\displaystyle b} in zwei (kleinere) Trapeze zerlegt wird (Trapezpaare blau und grau getönt).
Der Flächeninhalt des äußeren Trapezrings beträgt {\displaystyle a^{2}-b^{2}} und der des inneren Trapezrings {\displaystyle b^{2}-c^{2}}.
Dann lautet die Bedingung für die Flächengleichheit der beiden Trapezringe {\displaystyle a^{2}-b^{2}=b^{2}-c^{2}} und somit {\displaystyle a^{2}+c^{2}=2b^{2}}.

### Bei Euklid

Figur 2

Euklid verwendet in seiner Herleitung, dass die Flächeninhalte ähnlicher Dreiecke mit den Grundseitenlängen {\displaystyle x} und {\displaystyle y} sich verhalten wie {\displaystyle x^{2}:y^{2}}.
In Figur 2 wird das Trapez {\displaystyle ABCD} mit den parallelen Seiten {\displaystyle AB} und {\displaystyle CD} von der dazu parallelen Transversalen {\displaystyle MN} halbiert und danach zu einem Dreieck {\displaystyle ABS} ergänzt.
Die Flächeninhalte der Teildreiecke {\displaystyle DCS}, {\displaystyle NMS} und {\displaystyle ABS} werden mit {\displaystyle T_{a}}, {\displaystyle T_{b}} und {\displaystyle T_{c}}, der Flächeninhalt des halbierten Trapezes {\displaystyle ABCD} mit {\displaystyle T} bezeichnet.
Dann gelten die Beziehungen {\displaystyle T_{a}+T=T_{b}}, {\displaystyle T_{c}-T=T_{b}} und somit {\displaystyle T_{a}+T_{c}=2T_{b}}.
Wegen {\displaystyle T_{a}:T_{b}:T_{c}=a^{2}:b^{2}:c^{2}} gilt dann auch {\displaystyle a^{2}+c^{2}=2b^{2}}.